# Frank Johnson
Franklin Lenard Johnson, detto Frank (Weirsdale, 23 novembre 1958), è un ex cestista e allenatore di pallacanestro statunitense, professionista nella NBA, in Italia e in Francia.
È il fratello di Eddie Johnson.

## Carriera
È stato selezionato dai Denver Nuggets all'ottavo giro del Draft NBA 1980 (164ª scelta assoluta) e dai Washington Bullets al primo giro del Draft NBA 1981 (11ª scelta assoluta).